# والدوبورو (مین)
والدوبورو(به انگلیسی: Waldoboro) شهری در ایالت مین کشور ایالات متحده آمریکا است که جمعیت آن در سرشماری سال ۲۰۱۰ میلادی، ۱٬۲۳۳ نفر بوده‌است.